# Joseph Peterson
Joseph Peterson (nascido a 24 de Abril de 1990) é um futebolista haitiano que joga actualmente no SC Braga.